# Chiesa di Santa Caterina (Erli)
La chiesa di Santa Caterina è un luogo di culto cattolico situato nel comune di Erli, in piazza della Chiesa, in provincia di Savona. La chiesa è sede della parrocchia omonima del vicariato di Albenga della diocesi di Albenga-Imperia.

## Storia
La comunità di Erli fu eretta il 7 giugno 1583 a parrocchia autonoma, rendendosi così indipendente dalla pieve di Castelvecchio di Rocca Barbena.
La costruzione del coro terminò il 18 settembre 1638 e il 25 novembre dello stesso anno la chiesa fu benedetta e contestualmente si celebrò l'inaugurazione con una Messa ufficiale.
All'inizio del XVIII secolo, a causa di gravi infiltrazioni d'acqua, l'edificio crollò e i lavori di riedificazione della parrocchiale vennero portati a termine nel 1730.
Tra il 1968 e il 1969 si provvide a restaurare sia la chiesa che il campanile e nel 1971 il presbiterio venne abbellito con le decorazioni eseguite dal savonese Luciano Occelli.
Nel 1999 iniziarono i lavori di ristrutturazione della parrocchiale, poi ultimati nel 2002.

## Descrizione

### Esterno
La facciata a capanna della chiesa, rivolta a nordovest, presenta centralmente il portale d'ingresso protetto dal protiro e sopra una finestra trilobata ed è scandita ai lati da due coppie di lesene binate tuscaniche sorreggenti il frontone triangolare, la cui cornice inferiore è caratterizzata da un grande arco.
Annesso alla parrocchiale è il campanile a base quadrata, la cui cella presenta su ogni lato una monofora ed è coronata dalla guglia piramidale.

### Interno
L'interno dell'edificio si compone di un'unica navata, sulla quale si affacciano otto cappelle laterali e le cui pareti sono scandite da lesene corinzie sorreggenti la trabeazione dentellata sopra la quale si imposta la volta a botte; al termine dell'aula si sviluppa il presbiterio, rialzato di alcuni gradini, ospitante l'altare maggiore e chiuso dalla parete di fondo piatta.